# Kainsmærke
Kainsmærke er et mærke som Gud gav Kain til beskyttelse mod blodhævn, efter han slog sin bror Abel ihjel.
Der står intet i Bibelen om, hvad dette tegn var. 
Flere nævner, at kainsmærket har været et kenitisk stammemærke eller kendetegn associeret med denne stamme (fx rødt hår eller stammetatovering), idet Kain ifølge traditionen blev stamfader til kenitterne. 'Mærket' kan tolkes som den beskyttelse, stammen/fællesskabet tilbyder det enkelte individ.
Kain beskrives i Det Gamle Testamente som en stærk (fysisk) person og med kainsmærket øges den fysiske styrke. Det passer fint med overbevisningen om, at mærket medførte døden for dem, som uopfordret nærmede sig Kain. Kainsmærke er i det gamle testamente, toraen og koranen et symbolsk fængsel. 
Der er spekulationer om oversættelsen af det hæbraiske ord 'Oth', som udover 'mærke'  betyder 'bogstav', 'vers' el.lign. Guds beskyttelse til Kain kan være ord, vers eller en talisman med sprituel kraft. 
Kainsmærket gives af Gud som beskyttelse til Kain, men bruges ofte som begreb i betydning 'tegn på ondskab, skam og synd'.
Og Gud sagde til Kain. "Jeg sætter dette mærke på dig. Og dem som vil prøve at dræbe dig, vil lide din skæbne i syvfold!"